# 瞒天过海 (2023年电影)
《瞒天过海》（英語：The Invisible Guest），是一部2023年上映的中国悬疑片，改编自西班牙电影《佈局》，由陈卓执导，许光汉、张钧甯、惠英红、尹正主演。本片于2022年5月在海南陵水开机，于2023年12月8日在中国大陆上映。

## 剧情
在东南亚某国，富商阔太乔文娜（张钧甯 饰）被卷入一宗密室被杀案，警长郑威（许光汉 饰）索要巨额钱财为其脱罪。受害者母亲虹姐（惠英红 饰）和议员之子明浩（尹正 饰）的出现，让案件变得更加扑朔迷离......
随着郑威的询问下，乔文娜开始回忆起了吕平案的事。
在乔文娜的描述之中，明浩在乔文娜结婚前几天邀请了她到山上幽会，并且约了卖家商讨买下果园的事。在乔文娜的回忆里，明浩是一个暴躁的人，他听到乔文娜要结婚后十分不满，和乔文娜发生口角，其后发生意外撞到吕平的车，随后下车和吕平发生口角。随后骂了几句后就开车到别墅去了。随后在别墅里，两人意外发现吕平就是那个果园卖家，并且坚决不愿意卖明浩果园，结果被明浩推下山崖，并且迫切地逼迫乔文娜保守秘密，不能报警且由明浩負責處理屍體；而乔文娜在离开后，辗转在山脚处遇到了虹姐，并且受到虹姐的好意下到达虹姐家，并且发现死者吕平就是虹姐的丈夫。后来乔文娜在慌亂之下随意抛下了死者吕平的手机，然后就借口离开了。後來，喬文娜受到了神秘人發送的照片和明浩威脅，並且到達了要求到達的酒店赴會，不料看到了明浩！隨後在神秘殺手的攻擊下，明浩在喬文娜面前被殺，而喬文娜也随着被砸暈了。
隨後，郑威提出了這個版本的故事的兩個重要證據，包括項鍊和虹姐在案發現場的證明照片，並且提出了一個虹姐殺害了明浩並且嫁禍給乔文娜的可能，並且乘機用項鍊和照片要挾乔文娜立刻轉賬到郑威的戶口中。後來，郑威又提出要求乔文娜交代死者的位置，因為他要將死者明浩的首飾移到上一案死者吕平的屍體附近，藉此完全移除證明乔文娜的殺人可能。但乔文娜堅持自己不知道屍體的位置，並且繼續堅持是由明浩負責處理屍體。

## 演员
| 演员   | 角色   | 备注                                       |
| ------ | ------ | ------------------------------------------ |
| 许光汉 | 郑威   | 實為呂平的兒子呂程                         |
| 张钧甯 | 乔文娜 | 富商阔太                                   |
| 惠英红 | 虹姐   | 呂平妻子，呂程之母，同時是案發酒店的清潔工 |
| 尹正   | 明浩   | 议员之子，喬文娜的情夫                     |
| 钱漪   | 呂平   | 第一案死者                                 |